# Sturisoma nigrirostrum
Sturisoma nigrirostrum es una especie de peces de la familia Loricariidae en el orden de los Siluriformes.

## Morfología
Los machos pueden llegar alcanzar los 22 cm de longitud total.

## Distribución geográfica
Se encuentran en Sudamérica: cuenca del río Ucayali.